# Die Marchesa d'Armiani
Die Marchesa d'Armiani è un film muto del 1920 scritto e diretto da Alfred Halm che ha come protagonista Pola Negri nei panni della marchesa Assunta d'Armiani.

## Produzione
Il film fu prodotto dalla Projektions-AG Union (PAGU).

## Distribuzione
Vistato dalla censura il 3 marzo 1921, il film fu distribuito in Germania dalla Universum Film (UFA) con il titolo originale Die Marchesa d'Armiani, Uscì poi in Polonia ribattezzato Markiza d'Armiani.